# Hongsebianjiang Nongchang (bondby i Kina, Heilongjiang Sheng, lat 49,78, long 127,54)
Hongsebianjiang Nongchang är en bondby i Kina. Den ligger i provinsen Heilongjiang, i den nordöstra delen av landet, omkring 450 kilometer norr om provinshuvudstaden Harbin. Antalet invånare är 9 462. Befolkningen består av 4 668 kvinnor och 4 794 män. Barn under 15 år utgör 11,0 %, vuxna 15-64 år 77 %, och äldre över 65 år 10,0 %.
Runt Hongsebianjiang Nongchang är det glesbefolkat, med 20 invånare per kvadratkilometer. Närmaste större samhälle är Xigangzi, 18,8 km nordväst om Hongsebianjiang Nongchang. Trakten runt Hongsebianjiang Nongchang består till största delen av jordbruksmark.
Genomsnittlig årsnederbörd är 911 millimeter. Den regnigaste månaden är juli, med i genomsnitt 205 mm nederbörd, och den torraste är januari, med 12 mm nederbörd.